# Barni Do
Pour les articles homonymes, voir Barni (homonymie) et Do.
Barni Do (en serbe cyrillique : Барни До) est un village de l'ouest du Monténégro, dans la municipalité de Plužine.

## Démographie

### Évolution historique de la population
| 1948 | 1953 | 1961 | 1971 | 1981 | 1991 | 2003 |
| ---- | ---- | ---- | ---- | ---- | ---- | ---- |
| 157  | 175  | 185  | 175  | 136  | 68   | 40   |